# Múte B. Egede

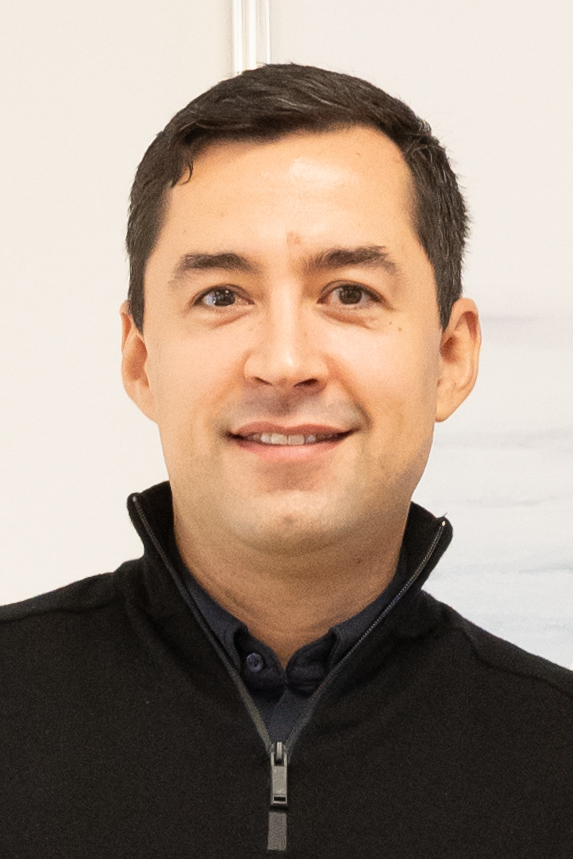
Múte B. Egede (2024)

Múte Inequnaaluk Bourup Egede [ˈmut͡sːi inɜquˈnaːluk ˈbou̯ʁɔb ˈeːəðə] (* 11. März 1987 in Nuuk) ist ein grönländischer Politiker (Inuit Ataqatigiit). Er war von 2021 bis 2025 Regierungschef Grönlands.

## Leben

### Familie und Jugend
Múte B. Egede wurde in Nuuk geboren und wuchs in Narsaq auf. Er ist der Sohn von Otto Egede (1955–2021) und Ellen Bang Bourup (* 1962). Er stammt aus der Schäferfamilie Egede. Über seinen Vater ist er ein Neffe von Kaj Egede (1951–2013), ein Enkel von Erik Egede (1923–1967), ein Urenkel von Julius Olsen (1887–1972) und ein Ururenkel von John Møller (1867–1935). Mit seiner ehemaligen Lebensgefährtin Tina Chemnitz hat Múte zwei Kinder. Seit etwa 2022 ist er mit Sara Biilmann Egede liiert, mit der er zwei weitere Kinder hat.
Múte B. Egede begann 2007 ein Studium der Kultur- und Gesellschaftsgeschichtswissenschaften an der Universität von Grönland, beendete dieses jedoch nicht, da er 2013 das Familienunternehmen MK Agro übernahm, dem er bis 2016 vorstand.
2007 saß er im Jugendparlament. Von 2011 bis 2012 war er Vizevorsitzender der Studentenvereinigung KISAQ. Von 2013 bis 2015 war er Vorsitzender der Inuusuttut Ataqatigiit, der Jugendorganisation der Inuit Ataqatigiit. Im selben Jahr wurde er zudem Mitglied des Parteivorstands und 2015 Vizeparteivorsitzender.

### Politische Karriere
Er kandidierte im Alter von 26 Jahren bei der Parlamentswahl 2013, wurde aber nicht gewählt. Bei der Wahl 2014 erreichte er den ersten Nachrückerplatz seiner Partei. Er kandidierte zudem bei der Folketingswahl 2015, musste sich jedoch Aaja Chemnitz Larsen geschlagen geben, deren Sitz im Inatsisartut er anschließend übernahm. Im Oktober 2016 wurde er zum Rohstoffminister im Kabinett Kielsen II ernannt. Von Januar bis April 2017 übernahm er zudem interimsweise das Ministerium für Kommunen, Dörfer, Infrastruktur und Wohnungswesen.
Bei der Wahl 2018 wurde Múte erstmals direkt ins Inatsisartut gewählt. Am 1. Dezember 2018 wurde er als Nachfolger der im Oktober 2018 zurückgetretenen Sara Olsvig zum Parteivorsitzenden der Inuit Ataqatigiit gewählt.
Unter seiner Führung konnte die Partei aus der Wahl 2021 als stärkste Kraft hervorgehen, wobei er die meisten Stimmen erhielt. Am 16. April präsentierte er die Koalitionsregierung aus Inuit Ataqatigiit und Naleraq sowie das Kabinett Egede I, die am 23. April 2021 offiziell gewählt wurde. Am 27. September übernahm er nach einem Skandal die Ressorts Äußeres und Klima von Pele Broberg. Wegen der schlechten Zusammenarbeit mit der Naleraq löste er die Regierung am 5. April 2022 auf und ersetzte sie durch eine Koalition mit der Siumut, woraufhin das Kabinett Egede II übernahm.
Bei der Wahl 2025 erreichte seine Partei das schlechteste Wahlergebnis seit 30 Jahren und wurde nur noch drittstärkste Kraft. Er erhielt nur die zweitmeisten Stimmen nach Wahlsieger Jens Frederik Nielsen. Anschließend wurde er zum Finanzminister im Kabinett Nielsen ernannt.
Am 23. September 2021 erhielt er den grönländischen Verdienstorden Nersornaat in Gold.